# 蒙和乌苏蒙古族乡
蒙和乌苏蒙古族乡是中国河北省承德市平泉县下辖的一个蒙古族乡。2010年，改为北五十家子镇。

## 行政区划
蒙和乌苏蒙古族乡下辖沟门村、北五十家子村、槐鹿沟村、南坡村、二道营子村、头道营子村、南梁村、大庙村、单营子村。